# Brooksville (Kentucky)
Brooksville é uma cidade localizada no estado americano de Kentucky, no Condado de Bracken.

## Demografia
Segundo o censo americano de 2000, a sua população era de 589 habitantes. 
Em 2006, foi estimada uma população de 609, um aumento de 20 (3.4%).

## Geografia
De acordo com o United States Census Bureau tem uma área de 
1,5 km², dos quais 1,5 km² cobertos por terra e 0,0 km² cobertos por água. Brooksville localiza-se a aproximadamente 295 m acima do nível do mar.

## Localidades na vizinhança
O diagrama seguinte representa as localidades num raio de 20 km ao redor de Brooksville. 